# Uomo di Asselar
L'Uomo di Asselar è il fossile di uno scheletro di un ominide della specie Homo sapiens scoperto ad Adrar degli Ifoghas, nella regione di Kidal in Mali nel 1927 da Théodore Monod e Wladimir Besnard.

## Ritrovamento
Lo scheletro, ritrovato casualmente nel 1927 durante delle attività militari, fu riportato a Parigi e donato all'Istituto di paleontologia umana dove, dopo la prima pubblicazione del 1932 fu sostanzialmente dimenticato, se non per sporadici studi del 1990 e 2013.
I resti fossili sono stati trovati vicino a quello che, durante il periodo umido africano, probabilmente era un lago; gli studi e il materiale circostante sembrano avallare l'ipotesi che l'individuo sia stato sepolto intenzionalmente nel luogo del ritrovamento.

## Descrizione
L'intero scheletro risulta in buona stato di conservazione. risultando costituito da ossa isolate e da ossa ancora incluse nella matrice arenaria, in una sorta di blocchi di materiale fossile.
Sulla base di un frammento del femore, lo scheletro è stato datato a 6.390 anni fa; l'individuo probabilmente era di sesso maschile, intorno ai quaranta anni di età.
Alcune caratteristiche osservabili nei resti, il viso corto e largo, il naso largo e basso, il cranio dolicocefalico con una  capacità cranica di circa 1.520 cc, tale per cui che il cranio appare allungato, associano l'uomo alle popolazione che popolano l'Africa subsahariana, e in particolare a quelle degli ottentotti e dei bantu.